# Christian Hansen (atlet)
 Der er flere personer med dette navn, se Christian Hansen.
Christian Hansen var en dansk atlet (kapgang) som 16. maj 1896 i København satte verdensrekord på 50 km kapgang med tiden 5:40.25 rekorden blev slået af en anden dansker Peter Holm 25. juli 1897.